# Giolì & Assia
Giolì & Assia – włoski żeński duet electro powstały w 2016 r. w Palermo. Członkinie określane są Pierwszymi damami włoskiego elektro.

## Historia zespołu
Powstanie zespołu w 2016r. poprzedziło poznanie się członkiń w mediach społecznościowych. Wychowywana w klimatach muzycznych przez rodziców od dziecka, Giolì (pobierała lekcje pianina i gitary) zaczynała stawiać pierwsze kroki w branży muzycznej i poszukiwała menedżera. W ten sposób za pośrednictwem Facebooka poznała Assię, mieszkającą ówcześnie w Cambridge w Anglii. Po kilku miesiącach charakter współpracy zmienił się jednak na regularne partnerstwo, zarówno w sferze muzycznej jak i prywatnej, dziewczyny zamieszkały razem. W tym samym czasie założyły też własną wytwórnię muzyczną Diesis Records aby uniezależnić swoją twórczość. 
W roku 2017 projekt zadebiutował singlem Stay Closer. Niedługo potem ukazały się kolejno Endless, Paradise to Share oraz How Can I. W marcu 2018 poprzedzony singlem Starry Nights ukazał się ich debiutancki album Istantanee. Debiut albumu miał miejsce w Indiach na scenie odbywającego się w Goa dużego festiwalu muzycznego TimeOut72. 
W maju 2018, wytwórnia Spinnin’ Records wydała kolejny singiel duetu Something Special, który dał im dużą rozpoznawalność w branży co zaowocowało zaproszeniem do znanego klubu Privilege na Ibizie. Czas spędzony na Ibizie zainspirował je do wydania jeszcze w tym samym 2018 roku, kolejnego albumu Night Experience,  
Kolejny rok 2019 to kolejne single Feel Good, Blame On Me, czy Inside Your Head jak również covery znanych utworów These Boots Are Made for Walking z repertuaru Nancy Sinatra czy Fever z repertuaru Peggy Lee. Kolejne miesiące przyniosły kolejne oryginalne single Blind, Breathing i Emptiness.  
Nie pozostając tylko przy pracy studyjnej i występach koncertowych, Giolì & Assia w kwietniu 2019 uruchomiły projekt #DiesisLive. Jest to strumień występów na żywo, transmitowany poprzez Youtube i Facebooka, mający miliony odsłon a mieszający muzykę elektroniczną z tradycyjnymi instrumentami i śpiewem. Miejscami koncertów są starannie wybrane lokalizacje, takie jak szczyt wulkanu Vulcano na Wyspach Liparyjskich, Andromeda Theater w prowincji Agrigento, czy Isola Delle Femmine w ich macierzystym Palermo we Włoszech. Kolejna sesja na żywo miała miejsce w grudniu 2019, pod kraterami szczytowymi Etny na Sycylii.  
Występy koncertowe grupy obejmowały całą Europę. Były to m.in. “Sea You Festival” w Niemczech, jak również koncerty na Węgrzech, w Szwajcarii czy w Hiszpanii.  
Po chwilowym zmniejszeniu działalności spowodowanym pandemiczną rzeczywistością 2020 roku, kolejny 2021 przyniósł pierwszy w historii zespołu album EP zatytułowany Moon Faces nagrany we współpracy ze znanym tureckim DJ-em Mahmutem Orhanem. Mimo problemów z organizacją koncertów (np. zaplanowany na 2021, z ich udziałem festiwal Colours of Ostrava przeniesiony został na 2022), pomiędzy 17 listopada a 11 grudnia 2021 odbywa się duże amerykańskie tournee grupy, cieszące się dużym powodzeniem.  
Na okres 4 marca - 9 kwietnia 2022 zaplanowane jest duże europejskie tournee Giolí & Assia 2022 Europe Tour, w ramach którego zespół wystąpi 11 marca 2022 w warszawskim klubie Praga Centrum.

## Styl muzyczny
Styl muzyczny duetu obejmuje szeroko pojęte elektro. Giolì gra na fortepianie, wiolonczeli, perkusji, gitarze i hangu, natomiast  Assia zajmuje się wokalem i gitarą. Ze względu na fakt, iż Assia jest wielojęzyczna, duet tworzy utwory w języku angielskim, włoskim, francuskim i hiszpańskim.

## Dyskografia

### Albumy i EPki[18]
- Istantanee, 2018, Diesis Records
- Night Experience, 2018, Diesis Records
- Moon Faces EP 2021 Diesis Records

### Single
- Stay Closer 2017
- Endless 2017
- Paradise to Share 2017
- How Can I. 2017
- Something Special 2018
- Starry Nights 2019
- Feel Good 2019
- Blame On Me 2019
- Inside Your Head 2019
- Blind 2019
- Breathing 2019
- Emptiness 2019
- Lost 2021[19]